# Omar Epps
Omar Hashim Epps (ur. 20 lipca 1973 w Nowym Jorku w USA) – amerykański aktor, muzyk.
Grał w serialu Ostry dyżur. Wystąpił w nim jako doktor Gant. Rolę tę odgrywał tam tylko przez jeden sezon (1996-97), lecz zaważyła ona na jego dalszej karierze. Zagrał też Erica Foremana w serialu Dr House.
Omar i jego młodsza siostra zostali wychowani przez matkę, dyrektorkę szkoły podstawowej na Brooklynie. Aktor pochodzi z muzykalnej rodziny – kilka z jego ciotek to piosenkarki, a dziadek był basistą. Epps również próbował swych sił w muzycznym biznesie – w 1991 wraz z kuzynem założył grupę rapową Da Wolfpack, z którą wydał płytę w 1996. Omar pracował przez kilka lat jako model, reżyserował także videoclipy artystów R’n’B i pisał scenariusze do programów telewizyjnych. Omar Epps ukończył Fiorello H. LaGuardia High School of Music, Art and Performing Arts w Nowym Jorku. Studiował także inżynierię.

## Filmografia
| Rok       | Tytuł                             | Postać                |
| --------- | --------------------------------- | --------------------- |
| 2016–2017 | Shooter                           | Isaac Johnson         |
| 2016      | Almost Christmas                  | Malachi               |
| 2014–2015 | Resurrection                      | agent Bellamy         |
| 2009      | A Day in the Life                 | O                     |
| 2004      | Alfie                             | Marlon                |
| 2004–2012 | Dr House                          | Dr Eric Foreman       |
| 2004      | Królowa ringu                     | Luther Shaw           |
| 2002      | Wyrok                             | Carl Upchurch         |
| 2002      | Wielkie kłopoty                   | Alan Seitz, agent FBI |
| 2001      | Perfumy                           | J.B.                  |
| 2000      | Dracula 2000                      | Marcus                |
| 2000      | Brother                           | Denny                 |
| 2000      | Miłość i koszykówka               | Quincy McCall         |
| 2000      | Behind the Scream                 | on sam                |
| 2000      | Scenes by the Sea: Takeshi Kitano | on sam                |
| 1999      | Śniadanie mistrzów                | Wayne Hoobler         |
| 1999      | Ekipa wyrzutków                   | Lincoln Hayes         |
| 1999      | Uciekający pan młody              | Mike                  |
| 1999      | Zbyt blisko wroga                 | Jeff Cole/J. Reid     |
| 1997      | Krzyk 2                           | Phil                  |
| 1997      | Pierwsze wykroczenie              | Greg Yance            |
| 1997      | Blossoms and Veils                | Thee                  |
| 1996      | Śmiertelna Podróż                 | Kingsley Ofusu        |
| 1996      | Chłopaczki z sąsiedztwa           | Malik                 |
| 1995      | Studenci                          | Malik Williams        |
| 1994      | Ostry dyżur                       | Dr Dennis Gant Jr.    |
| 1994      | Pierwsza liga II                  | Willie Mays Hayes     |
| 1993      | Program                           | Darnell Jefferson     |
| 1993      | Terror przed świtem               | Hunter                |
| 1992      | Miasto Aniołów 2                  | Q                     |
| 1992      | Here and Now                      | gościnnie             |
| 1991–1993 | Street Justice                    | Clint (gościnnie)     |